# Dashalty
Dashalty (àzeri: Daşaltı) o Karintak / Karin Tak (armeni: Քարին տակ) és un poble de iure del Districte de Shusha de l'Azerbaidjan, però de facto part de la província de Shushi de la República d'Artsakh d'ençà el 15 de maig de 1991. El 2005 tenia 570 habitants.

## Galeria

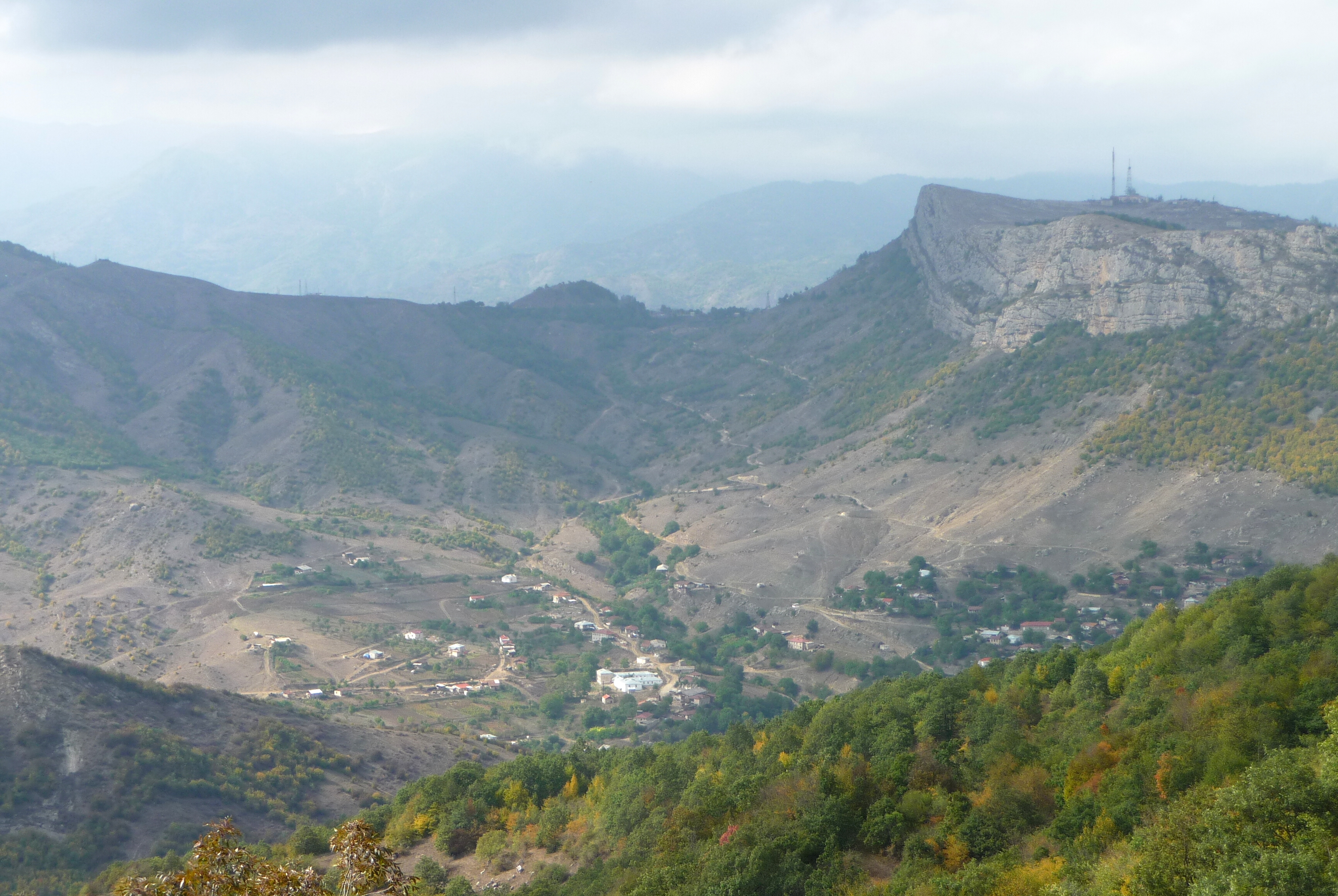
Vista general des del poble
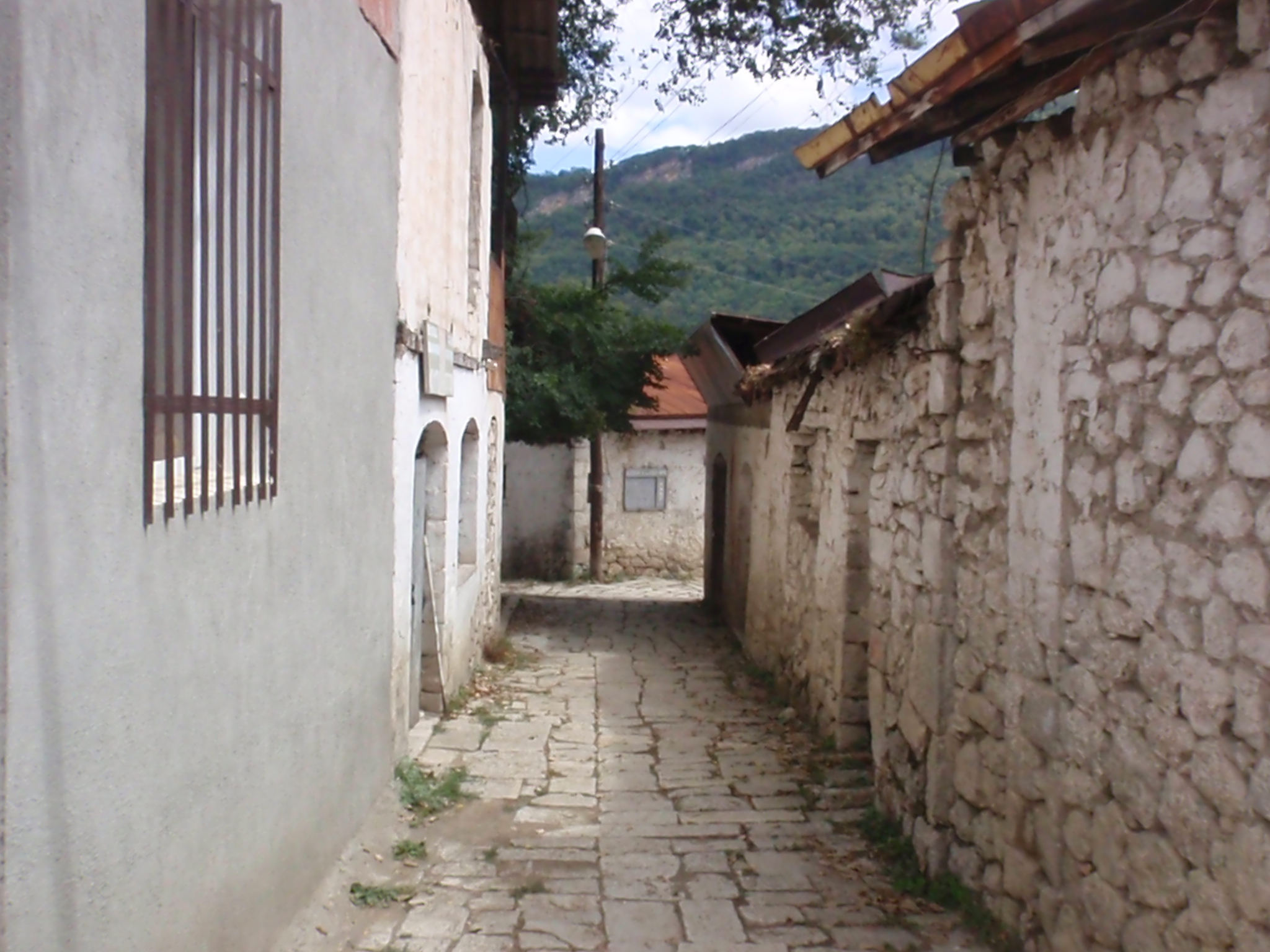
Carrer del poble
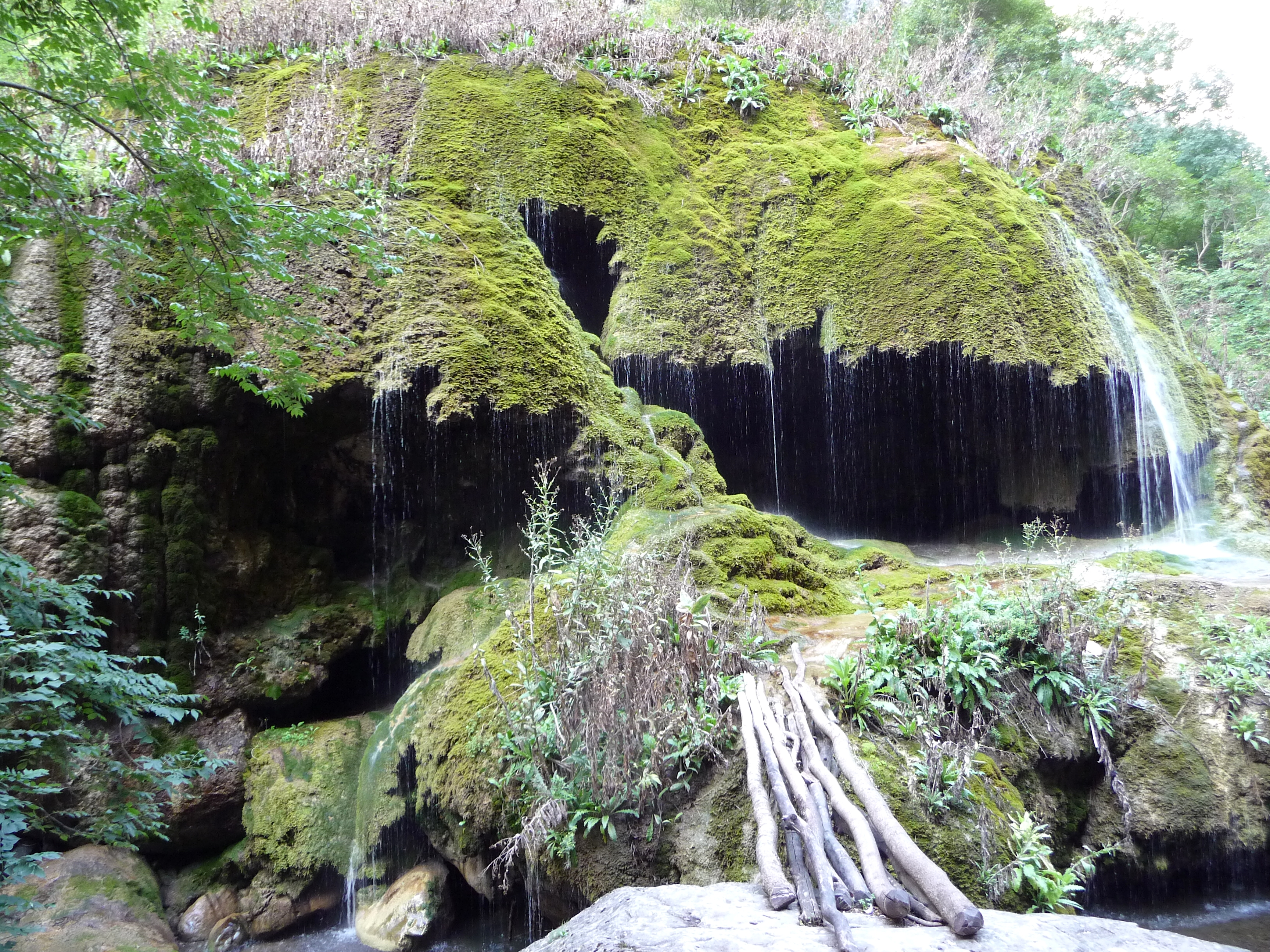
Cascada de paraigües al Canyó de KarKar
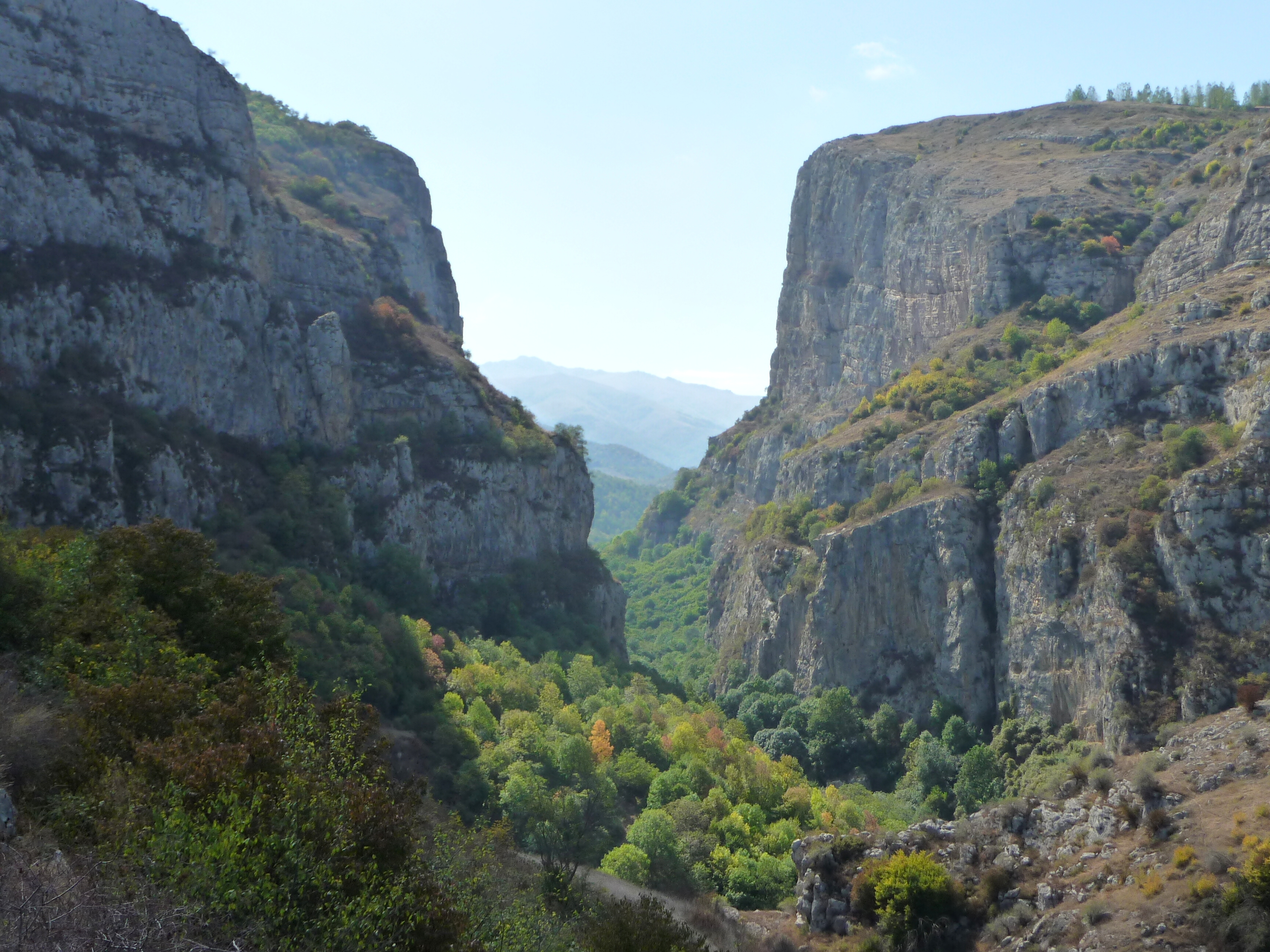
Canyó de KarKar